# Tetragnatha tenera
Tetragnatha tenera là một loài nhện trong họ Tetragnathidae.
Loài này thuộc chi Tetragnatha. Tetragnatha tenera được miêu tả năm 1881 bởi Thorell.